# 津田健次郎 SPEA/KING
『津田健次郎 SPEA/KING』（つだけんじろう スピーキング）は、TOKYO FM制作・JFN系列38局ネットで放送されているラジオ番組。

## 概要
- 声優・俳優である津田健次郎の冠番組で、素顔のレギュラーラジオプログラムとしている[1]。
- 放送終了後には音声コンテンツサービス「AuDee番組メンバーシップ」で、メンバーシップ向けコンテンツ『裏SPEA/KING』（通称:裏スピ）と題したスピンオフ番組も配信している。[2]

## スポンサー
- スポンサーの提供は短期的に変わることが多くなっている。
- 番組開始当初はノンスポンサーだったが、2024年8月からプラネタリウムのナビゲーターに就任した[3]事で、コニカミノルタプラネタリウムがスポンサーとなった[4]が、同月末をもって降板。
- その後10月までノンスポンサーとなっていたが、11月より放映を開始したCM出演[5]により亀田製菓と、前番組『Oggi Otto music Shampoo』公開収録での出演[6]が縁で、テクノエイトが新たにスポンサーとして加わる[7]。
- テクノエイトが11月末で降板するが、2025年1月よりイノスグループが新たにスポンサー入りをする[8]。
- 同年1月末で亀田製菓は降板したが[8]、2月より入れ替えでスーモが新たにスポンサーとして加わっている[9]。